# Nino Assirelli
Nino Assirelli (Forlì, Emilia-Romaña; 23 de julio de 1925– Forlì, 30 de junio de 2018),) fue un ciclista italiano, profesional entre 1952 y 1960, cuyos  mayores éxitos deportivos los obtuvo en el Giro de Italia donde obtuvo 1 victoria de etapa en la edición de 1953 y logró finalizar tercero de la clasificación general de 1954, y en la Vuelta a España donde obtuvo 1 victoria en la 5.ª etapa (Zamora-Madrid) en la edición de 1960.